# 河口溪蟹
河口溪蟹（学名：[Potamon hokuoense] 错误：{{Lang}}：文本有斜体标记（帮助））为溪蟹科溪蟹属的动物。在中国大陆，分布于云南等地，主要栖息于水清流急的山涧溪流或砂石底的小河中石块下、石缝中。